# کاوکنس
کاوکنس (به اسپانیایی: Cauquenes) یک شهرستان در شیلی است که در Cauquenes Province واقع شده‌است. کاوکنس ۲٬۱۲۶٫۳ کیلومتر مربع مساحت و ۳۸٬۵۲۲ نفر جمعیت دارد و ۱۳۵ متر بالاتر از سطح دریا واقع شده‌است.